# إدوارد ألتمان
إدوارد ألتمان (بالإنجليزية: Edward Altman)‏ هو اقتصادي أمريكي، ولد في 5 يونيو 1941 في نيويورك في الولايات المتحدة.

## وصلات خارجية
- الموقع الرسمي